# Bársony Mihály
Bársony Mihály (Tiszaalpár, 1915. szeptember 2. – Tiszaalpár, 1989. január 4.), dél-alföldi tekerős, klarinétos, citerás, hangszerkészítő, a Népművészet mestere. „Parasztzseni” - mondta róla a legnagyobb elismeréssel Claude Flagel népzenekutató. Halála után a családja jóvoltából gondosan megőrzött hagyatéka páratlan érték lett a magyar tudomány számára. Övé az egyetlen épségben megőrzött paraszti hangszerkészítő műhely.

## Élete
A községben ezermesternek számított, bármit meg tudott csinálni, így 16 éves korában első tekerőjét is zsákban vitte haza egy tekerőstől, aki már nem tudta használni. Megjavította, és ezen kezdett tanulni. Mikor már kezdte elsajátítani a játékot, elkészítette az első tekerőjét 1935-ben, ami kicsit kezdetleges volt, de jobb volt a hangja, mint a vásárolt hangszeré. Ettől kezdve hangszerkészítéssel kezdett foglalkozni (kb. 220 tekerőt készített), illetve a környék elismert zenésze lett. Hihetetlenül precíz, végtelenül találékony mester volt. Villany nélküli tanyáján ugyanolyan minőségű munkát végzett, mint bármelyik mesterhegedű-készítő. Minden szerszámát, sablonját maga készítette, minden hangszerének vevőjét fölírta. Saját magát "gyűjtötte".
A tekerőlant az 1950-es években ugyan végképp eltűnt az alföldi parasztság használatából, mégis Bársony Mihály (és még néhány más tekerőlantos) szeretete és az akkoriban kibontakozó népzenei kutatás érdeklődése életben tartotta ezt a hangszert.
A II. világháború után az Alföldön kihalt a tekerőmuzsika, de az 1970-es évek népzenegyűjtői, pávakörei, népzenei találkozói és televíziós vetélkedői újra felfedezték és népszerűvé tették Bársony Mihályt, aki 1968-ban megkapta a Népművészet Mestere címet. Halála után a családja jóvoltából gondosan megőrzött hagyatéka páratlan érték lett a magyar tudomány számára. Ez az egyetlen épségben megőrzött paraszti hangszerkészítő műhely.

## Elismerések
- Népművészet Mestere 1968
- Minden évben megrendezik Tiszaalpáron a Bársony Mihály Tekerőlantos Találkozót[halott link]

## Publikált hangzóanyag
- Bársony Mihály Archív Felvételei. Szerkesztette Szerényi Béla. Téka Alapítvány, 2001. TVM 115
- Bársony Mihály saját készítésű tekerőjén játszik. YouTube
- Bársony Mihály és Rozália. YouTube